# Медицинский институт Тамбовского университета
Медици́нский институ́т ТГУ и́мени Г. Р. Держа́вина — высшее учебное медицинское заведение в Тамбове, в настоящее время является крупнейшим подразделением ТГУ имени Г. Р. Державина. Расположен в одном из старейших общественных зданий города Тамбова — бывшем Институте благородных девиц имени Великомученицы Александры.

## История
В 2013 году выпустилось первых 125 врачей, в 2014—105, в 2015—102, в 2016—120.
Профессорско-преподавательский состав
- 12 докторов медицинских наук
- 33 кандидата медицинских наук
- 13 кандидатов биологических наук
- 4 кандидата химических наук
- 19 кандидатов педагогических наук
- 8 кандидатов филологических наук
- 5 кандидатов экономических наукref name="Сайт">Сайт Медицинского института ТГУ имени Г. Р. Державина. Дата обращения: 12 декабря 2016. Архивировано 20 декабря 2016 года.</ref>

## Директора
- Османов Эседулла Маллаалиевич (2007—2012)[6]
- Степичева Ольга Александровна (2012—2016)[7]
- Воронин Игорь Михайлович (и. о.) (2016—2017)[7][8]
- Османов Эседулла Маллаалиевич (2018—2020)
- Воронин Никита Игоревич (2020- н.в.)

## Структура

### Департаменты
- департамент лечебного дела
- департамент Профессионального медицинского образования
- департамент Сестринского дела, педиатрии и стоматологии
- Международный департамент медицинского образования

### Кафедры
- Кафедра анатомии и топографической анатомии
- Кафедра онкологии
- Кафедра пропедевтики внутренних болезней и факультетской терапии
- Кафедра госпитальной терапии
- Кафедра общественного здоровья и здравоохранения
- Кафедра медицинской биологии с курсом инфекционных болезней
- Кафедра факультетской хирургии
- Кафедра офтальмологии
- Кафедра биохимии и фармакологии
- Кафедра патологии
- Кафедра акушерства и гинекологии
- Кафедра госпитальной хирургии с курсом травматологии
- Кафедра психиатрии и неврологии
- Кафедра стоматологии
- Кафедра педиатрии
- Кафедра общего ухода и сестринского дела
- Кафедра иностранных языков и профессионального перевода

## Достопримечательности

### Музей греха

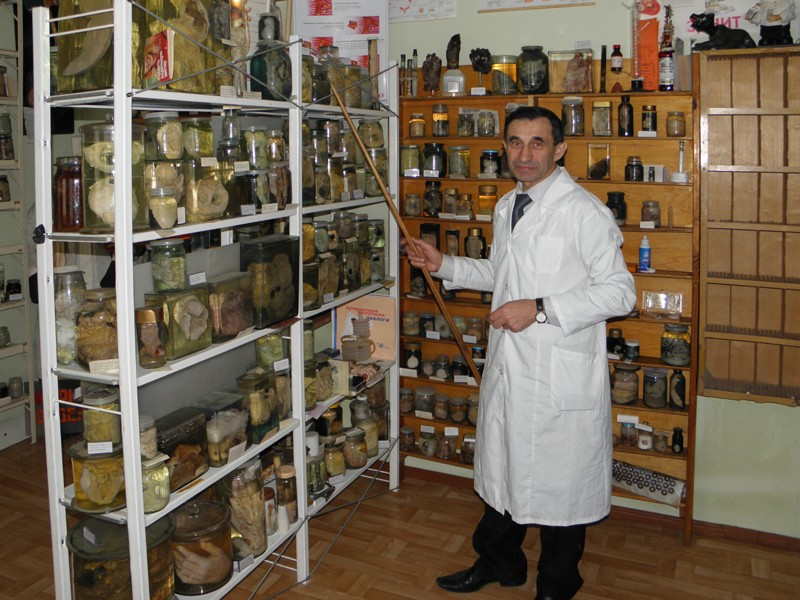
Музей греха

В Медицинском институте ТГУ имени Г. Р. Державина располагается «Музей греха», официально именуемый «отделом Тамбовской медицинской кунсткамеры при учебном музее ТГУ». ОН был организован на базе патологоанатомической коллекции, которую в течение жизни собирал Ю. К. Щукин — врач тамбовской городской больницы № 2. Коллекция содержит множество интересных экспонатов со своими оригинальными историями, большинство из которых имело непосредственное отношение к человеческим порокам, вследствие чего у коллекции и появилось название — Музей греха. Экспонаты Музея Греха — это около 700 прозрачных емкостей, в которых заспиртованы человеческие эмбрионы, органы и конечности. Экспозиции музея участвуют в качестве наглядного материала в различных программах пропаганды здорового образа жизни среди молодёжи, юношества и других слоёв населения. Музей организует экскурсии для групп учащихся различных учебных заведений, направленные на профилактику различных вредных привычек и пристрастий — алкоголя, курения, употребления наркотиков и др. Музей является аналогом петербургской Кунсткамеры.

### Домовая церковь
Домовая церковь в честь святой мученицы царицы Александры Римской — ныне действующая церковь, расположенная на территории Медицинского института ТГУ имени Г. Р. Державина. Была создана на средства строителя здания И. Герасимова, освящена в начале XX века.
Церковь была закрыта в 1918 году вместе с Александрийским институтом, а в 2002 году по инициативе университетской администрации церковь была возобновлена на старом месте и является домовым храмом Тамбовского государственного университета им. Г. Р. Державина.
Александринская церковь стала первым домовым храмом при высшем учебном заведении в Центрально-Чернозёмном регионе России, освященным в новейшей истории.

### Памятник Благородной девице

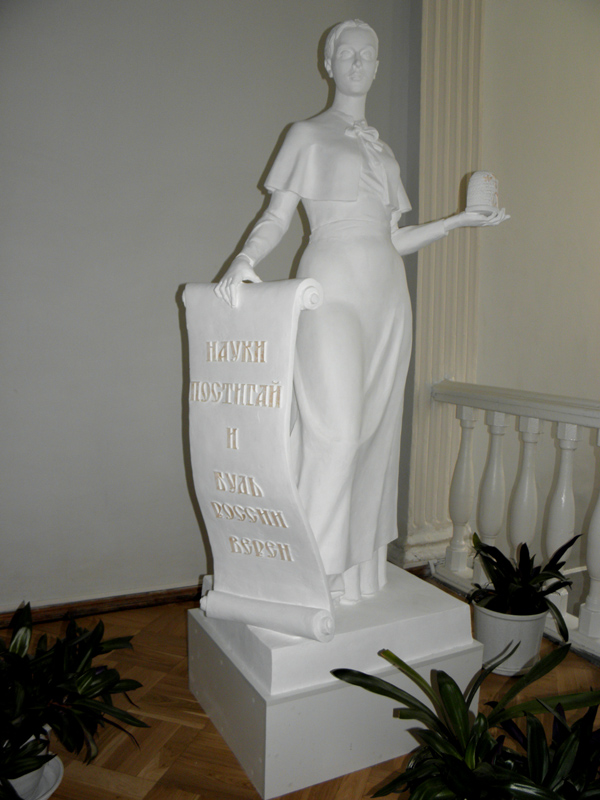
Памятник Благородной девице

Памятник Благородной девице расположен в фойе здания Медицинского института ТГУ, где некогда размещался Александрийский институт благородных девиц. Памятник, выполненный скульпторами М. Салычевым и Н. Цициной, символизирует 170 лет высшего образования в Тамбове, отмечавшегося в 2011 году, а также нравственные идеалы, к которым следует стремиться современным студентам. Почти двухметровая «студентка» одета как воспитанница старинного учебного заведения, в стенах которого она и поселилась, в одной руке она держит свиток с девизом Державинского университета: «Науки постигай и будь России верен», а в другой — герб Тамбова. Моделью для статуи стала выпускница Академии экономики и управления Ольга Рыбина.